# Burg Untermontani
Die Burg Untermontani ist eine kleine Burganlage auf dem Gebiet der Fraktion Morter der Gemeinde Latsch im Vinschgau in Südtirol. Sie steht auf der nördlichen Spitze eines langgezogenen Felsrückens, der sich von Süden nach Norden wie eine Zunge aus dem Martelltal in das Etschtal vorschiebt. Weiter südlich steht etwa in rund 400 Meter Entfernung 30 Meter höher auf demselben Felsrücken die größere Burg Obermontani sowie westlich davon die Kapelle St. Stephan.

## Geschichte
Die genaue Bauzeit der Spornburg ist nicht mehr nachweisbar. Auf Grund ihrer Funktion als Vorburg oder Burggrafensitz von Burg Obermontani kann jedoch der Beginn bis Mitte des 13. Jahrhunderts im Anschluss an die Fertigstellung von Obermontani angenommen werden. Bauherrn dürften die Herren von Montalban gewesen sein, die als welfisches Adelsgeschlecht zu den Dienstmannen der Grafen von Tirol zählten. Durch Verkauf gelangte die Burg im Jahre 1355 von Albert von Montani (ein Nachfahre derer von Montalban) an Heinrich von Annenberg, der das zunächst nur als freistehenden Turm errichtete Bauwerk verstärken und ausbauen ließ. 
1472 wurde die Familie Scheck von Goldrain mit der Burg belehnt, so erscheint 1487 Philipp Scheck als Inhaber von „Nidermontáni“. Nachdem die Burg mehrfach den Besitzer gewechselt hatte, werden zu Beginn des 17. Jahrhunderts die Grafen Mohr als Eigentümer genannt.
Burg Untermontani verlor im Laufe der Zeit zunehmend an Bedeutung und war dem Verfall preisgegeben. Zu Beginn des 19. Jahrhunderts stürzten Teile der westlichen Ringmauer und des Palas ein, da die hier entlangfließende Plima die Böschung unterspült hatte. Im Jahre 1945 stürzten auch Teile des Bergfrieds ein, sodass die Burg heute vollkommen zerfallen ist.

## Bauwerk
Es handelt sich um eine vormals nahezu dreieckige kleine Anlage, deren Spitze nach Süden zur Burg Obermontani weist. An der Spitze des Dreiecks liegt der Bergfried, der in die Ringmauer integriert ist. Von ihm aus umfasste diese das Areal. Im nordöstlichen Teil steht ein kleiner Palas, der an die Ringmauer angelehnt ist. Die Ringmauer ist mit Schwalbenschwanzzinnen ausgestattet. Vorgelagert dem Bergfried und nach Osten versetzt steht ein Torturm mit anschließendem kleinen Zwinger, der zum Haupteingang im östlichen Bereich der Ringmauer führt. Der Torturm ist nach hinten offen und hatte eine hölzerne Plattform für die Verteidiger. Vor dem Tor war eine hölzerne Zugbrücke angebracht, deren Kontergewichte in gemauerten Schlitzen unter dem Torturm verschwanden. Dazu waren das Fundament des Turms bis auf circa 2,5 Meter aufgemauert (Höhe der Grundplatte des Tores über der Grabensohle) und auf der gegenüberliegenden Seite eine Brückenrampe aufgeschüttet, wodurch ein Halsgraben angelegt wurde. Das Betreten ist gestattet.
Von der Geländebeschaffenheit her ist die Burg nur über einen Felsgrat von Obermontani bzw. über einen Serpentinenpfad im nördlichen Abhang zu Fuß oder mit Tragtieren erreichbar. Mit Fahrzeugen ist keine Zufahrt möglich.

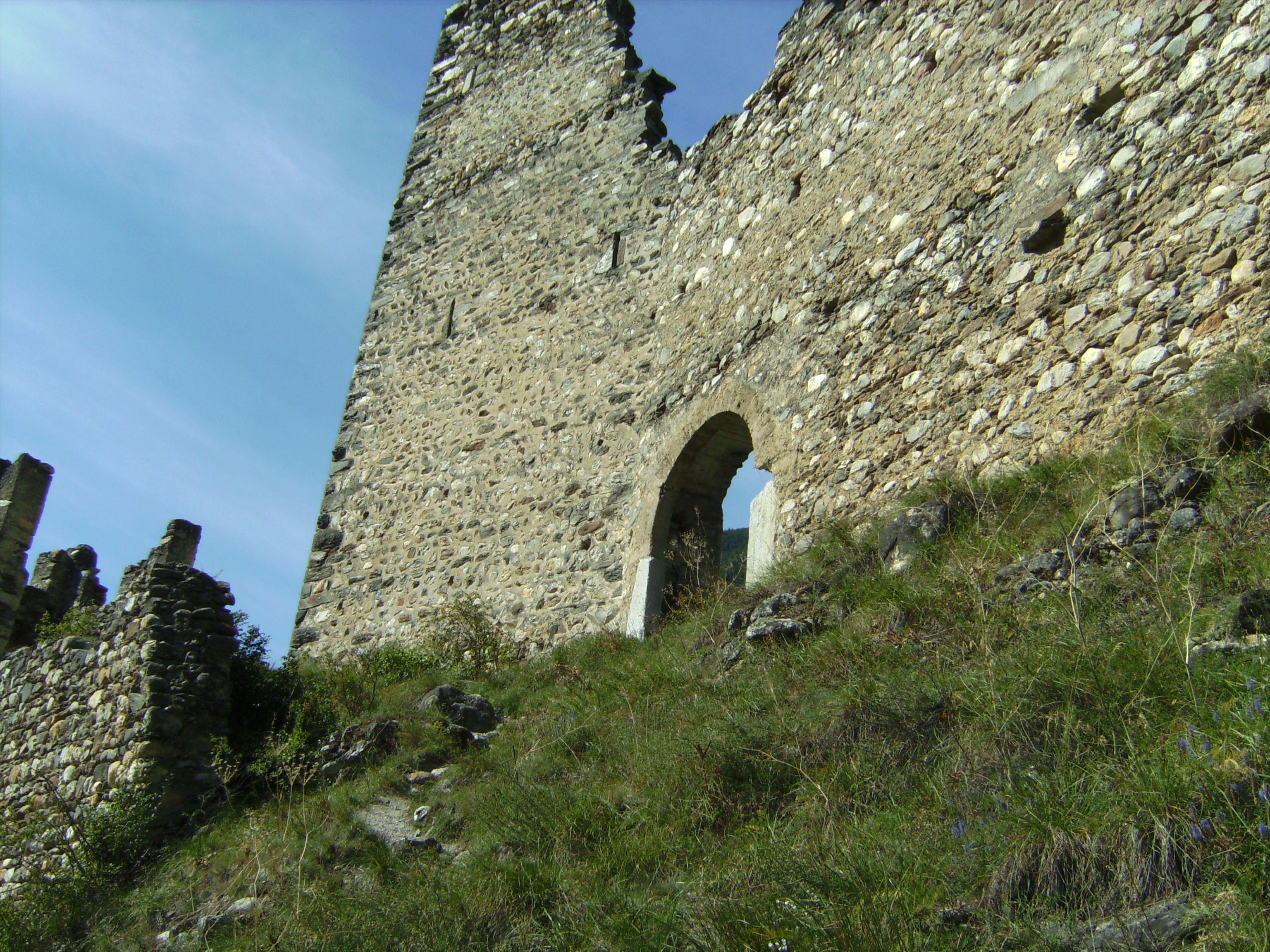
Östliche Ringmauer mit Eingangstor
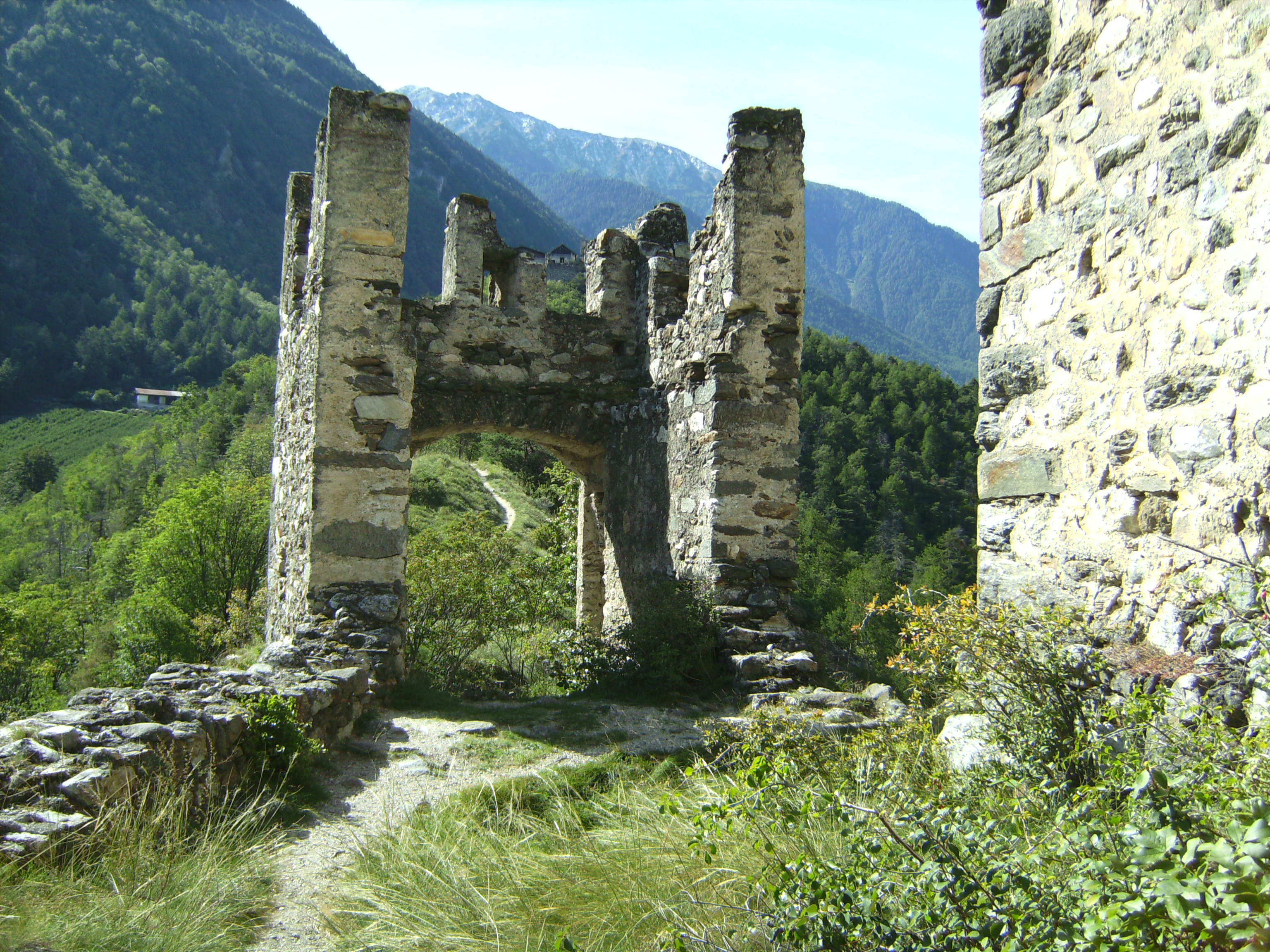
Inneres des Torturms
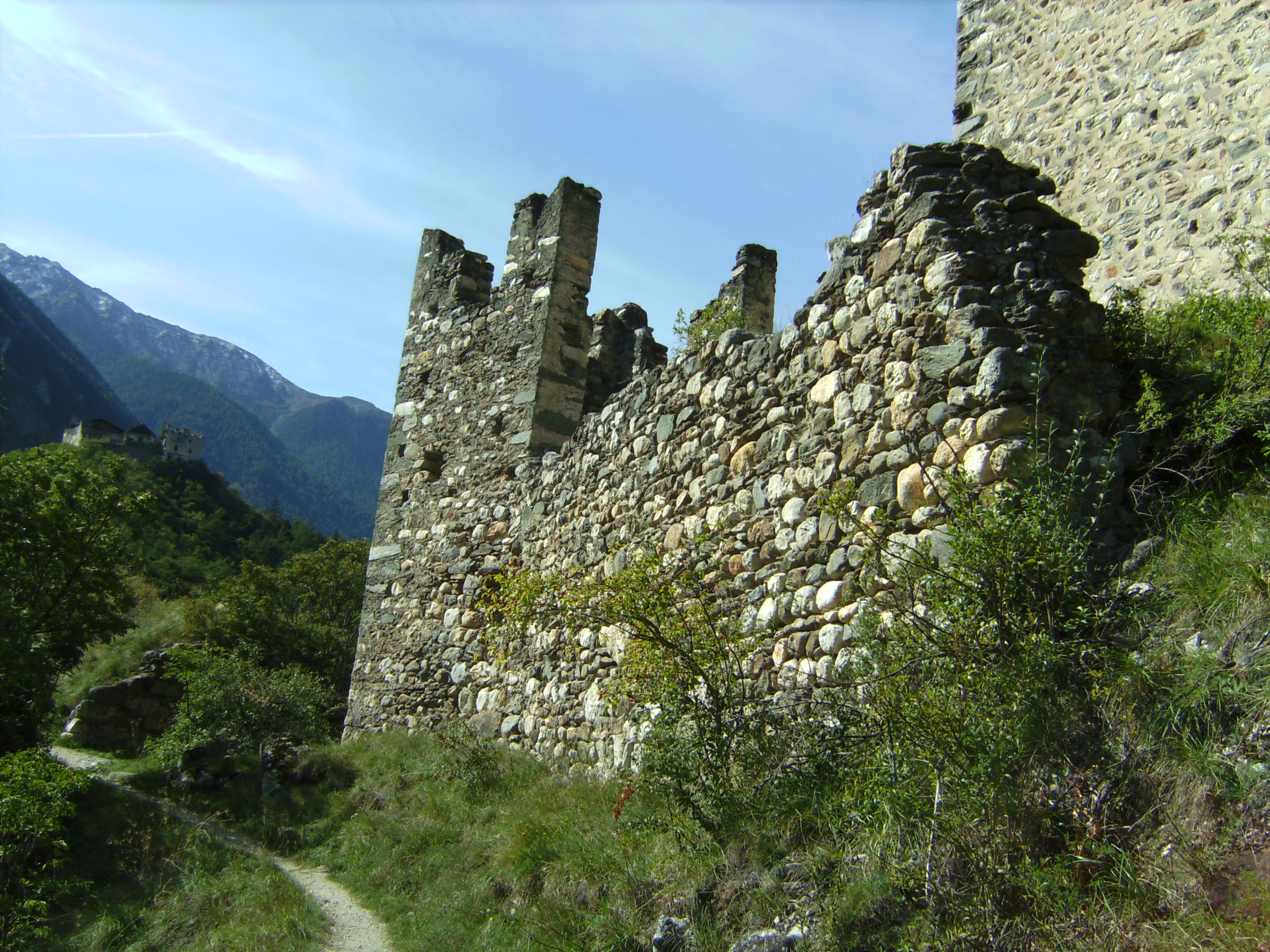
Zwingermauer
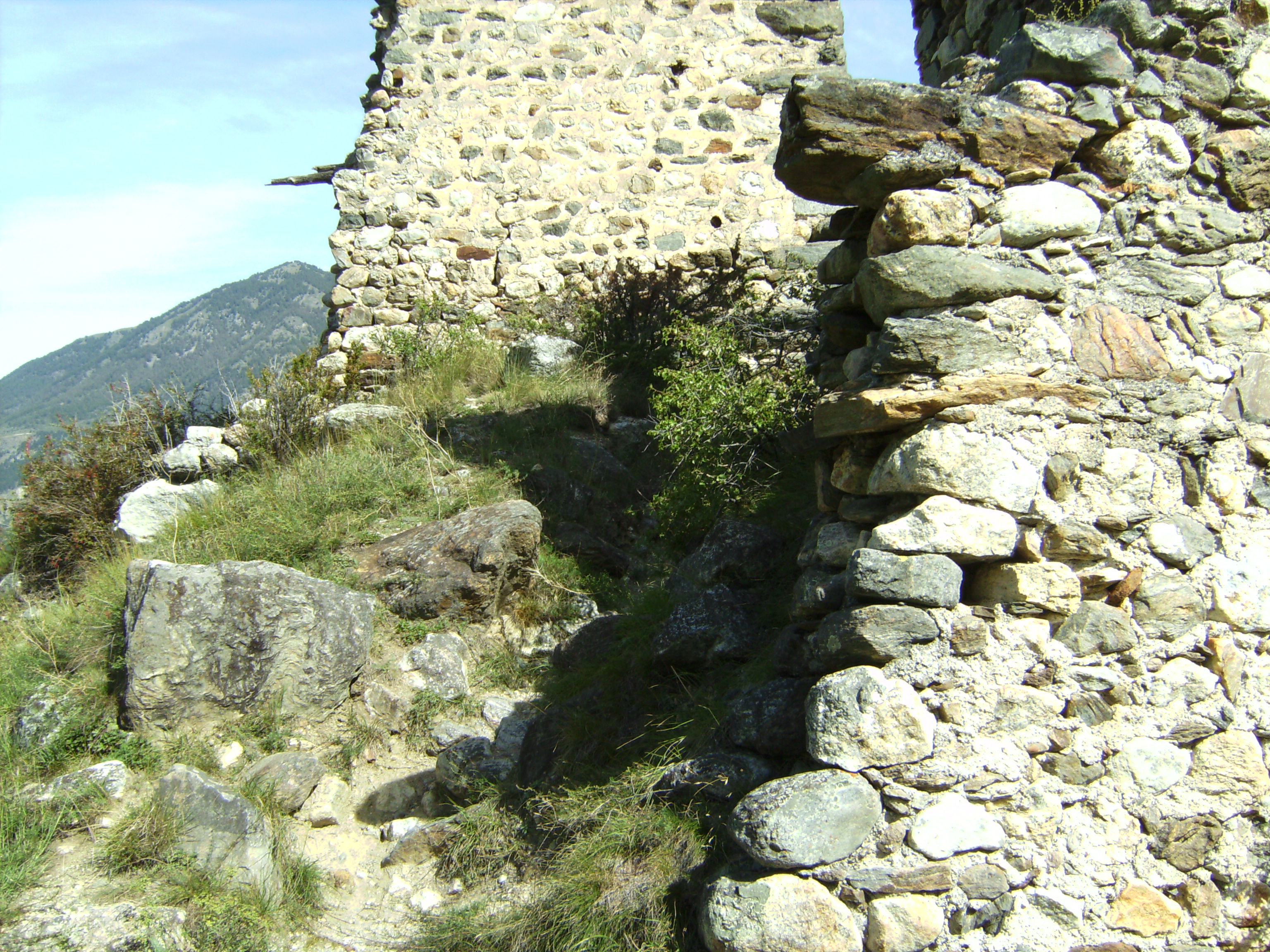
Innenhof